# Institut national de la jeunesse et des sports (Cameroun)
Pour les articles homonymes, voir INJS.
L'Institut national de la jeunesse et des sports (INJS) est un établissement public d'enseignement supérieur  camerounais à statut particulier qui prépare aux  métiers du sport et de l'animation. Il a été créé en 1960 (par décret présidentiel no 60/272 du 31 décembre 1960) et est situé à Yaoundé-Ngoa Ekelle en face du poste de police CE05. 
L'INJS reçoit les étudiants camerounais et étrangers, présentés par leurs gouvernements, ainsi que des boursiers de la CONFEJES. Il a pour mission principale d'assurer la formation initiale et continue des cadres du ministère  de la jeunesse et de l'éducation civique, du ministère des sports et de l'éducation physique des sports ainsi que ceux des fédérations sportives.

## Offre de formation
L'INJS présente trois divisions :
- la division des Sciences et Techniques des Activités physiques et Sportives (STAPS) qui forme :
  - les Professeurs Adjoints d'EPS au premier cycle (PAEPS) (baccalauréat)
  - les Professeurs d'EPS au second cycle (PEPS) (licence académique)
- la division des Sciences et Techniques de l' Animation, des Loisirs et de l'Education Civique  (STALEC) qui forme :
  - les Conseillers de Jeunesse et d'Animation au premier cycle (CJA) (baccalauréat)
  - les Conseillers Principaux de Jeunesse et d'Animation au second cycle  (CPJA) (licence académique)
- la division des Études Supérieures Spécialisées (ESS) qui forme : 
  - les Entraîneurs Sportifs dans la filière Entraînement Sportif de Haut Niveau
  - les Administrateurs des Structures Sportives et Socio-éducatives dans la filière Administration et Gestion.

## Effectifs

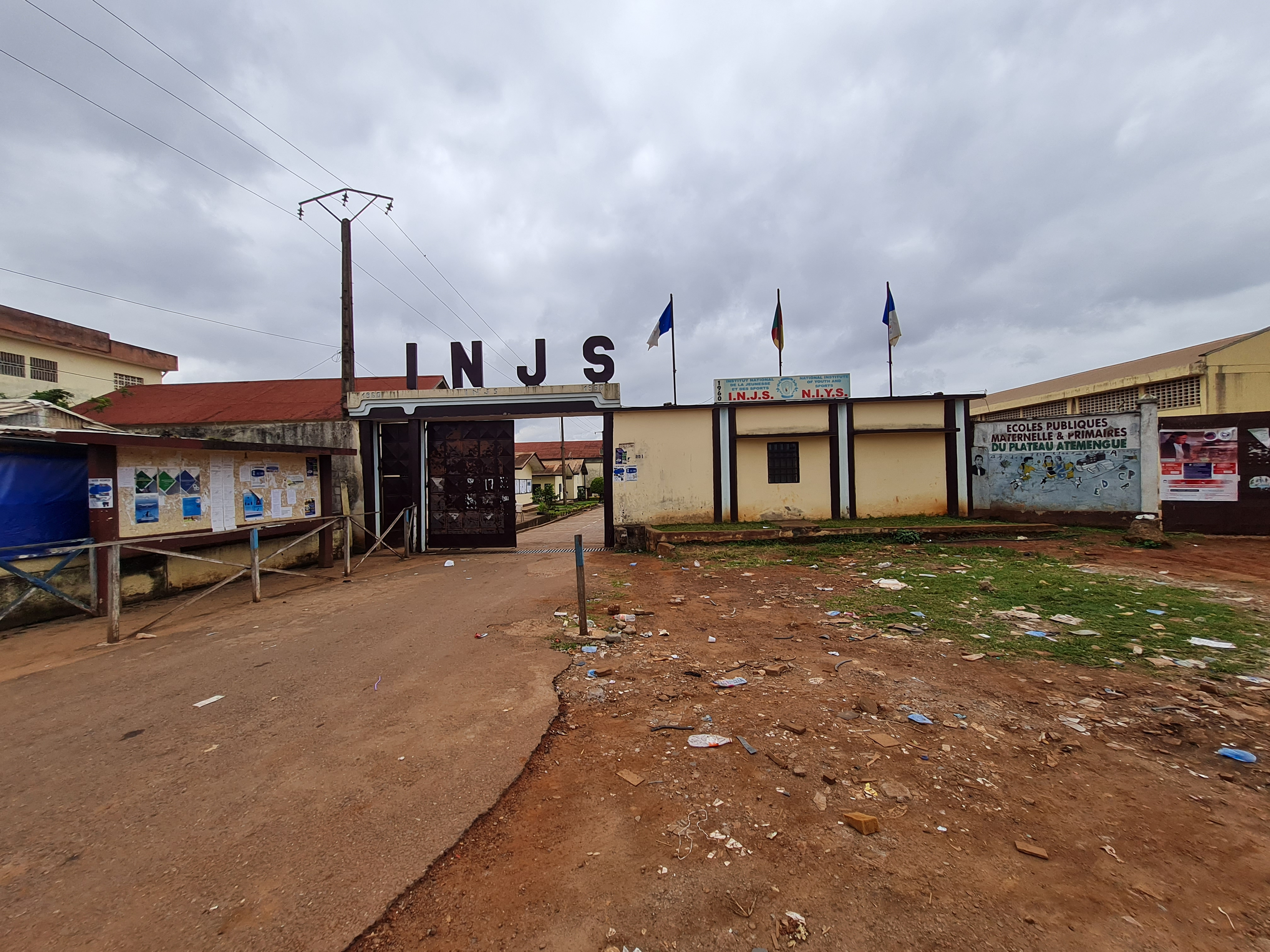
Institut National de la Jeunesse et des Sports (INJS)

L'INJS compte plus de 400 étudiants en 2019. Ces étudiants sont répartis en auditeurs libres et en candidats admis par concours. À ce jour, l'INJS compte 80 professeurs permanents, 48 professeurs associés, 5 Personnels d'appui et 20 temporaires.

## Équipes sportives
L'INJS comprend une équipe féminine de volley-ball plusieurs fois championne de Côte d'Ivoire.